# أمانسيو أمارو
أمانسيو أمارو فاريلا (بالإسبانية: Amancio Amaro)‏، من مواليد 16 أكتوبر 1939 في قرجيطة في إسبانيا، لاعب كرة قدم إسباني سابق، ومدرب كرة قدم سابق.
بدأ أمارو مسيرته الكروية في عام 1954 مع نادي فيكتوريا، ولعب معهم حتى عام 1958، وفي عام 1958 انتقل إلى نادي ديبورتيفو لاكارونا، ولعب معهم حتى عام 1962، ولعب مع نادي ريال مدريد منذ عام 1962 وحتى عام 1976 حيث اعتزل كرة القدم.
ملك الخط الأيمن وفنان بالكرة اعتبر، أكثر من أي شخص آخر، كرة القدم عرضا فنيا. اكتشفه سانتياغو برنابيو ولم يبرح حتى تعاقد معه في صيف عام 1962. وقد أدهشت مهارته وسرعته عالم كرة القدم محليا ودوليا.
أمانثيو نجم بلا منازع في نادي (لاكورنيا) الرياضي، حيث تمكن من بلوغ الفريق الأول في عام 1959، وقد وصل المهاجم إلى ريال مدريد في مرحلة انتقالية، حيث كان الفريق الملكي قد حقق كأس القارات بعد خمس كؤوس أوروبية متتالية بنهاية الخمسينيات. وفي مواجهة انسحاب عديد من ابطال تلك الفترة فان النادي كان بحاجة إلى تعزيز صفوفه وتشكيل فريق رائد. ولذلك عمد إلى ضم أمانثيو إلى صفوفه إلى جانب لاعبين آخرين من أمثال ثوكو ومولر. ورفع أمانثيو لقب الدوري الأسباني في أول موسم له مع الفريق الأبيض، وحقق منذ ذلك الحين عدة القاب مع ريال مدريد منها كأس أبطال أوروبا في عام 1966، وذلك عندما استضاف ملعب (هيسل) في بروكسل المباراة النهائية بالبطولة التي جمعت الفريق الملكي مع (بارتيزان) الصربي.
ورغم أن المباراة لم تبدأ بشكل جيد بالنسبة لفريق البيض لتسجيل الفريق المنافس هدف التقدم، فإن أمانثيو وسيرينا تكفلا بقلب ميزان الأمور وإعادة ريال مدريد إلى عرش أوروبا.
وأحرز أمانثيو انتصارات مماثلة مع المنتخب الأسباني لكرة القدم قبل عامين من ذلك وتحديدا في عام 1964، حيث أحرز الفريق الأسباني، وللمرة الأولى بطولة أمم أوروبا، علما ان المباراة النهائية بين الفريق الأسباني ومنافسه الروسي جرت على أرض أمانثيو في ملعب (سانتياغو برنابيو) وانتهت بفوز لا ينسى لإسبانيا.
يعد أمانثيو مكتشف ما يعرف بـ «لا كينتا ديل بويتري». فخلال الفترة التي قضاها مديرًا فنيًّا على رأس الفريق الثاني في الريال، حقق «الساحر» إلى جانب ذلك الجيل نجاحا شكل علامة فارقة في تاريخ النادي، ألا وهو بطولة دوري الدرجة الثانية مع فريق ريال مدريد كاستيا، وفي تلك الفترة بدأت تتضح ملامح أحد العصور الذهبية في ريال مدريد.
ان النجاح الكبير مع كاستيا، واكتشافه الخماسي الذي شكله كل من بوتراغينيو، بازكيز، سانتشيز، بارديثا وميتشل دفعته إلى قيادة الفريق الأول خلال سبعة أشهر في الموسم 1985-1986. وقد أزهر إرثه ذاك في وقت لاحق مع المدرب لويس مولوني.
وبعد أن أنهى «الساحر» مرحلة التدريب، استمر ارتباطه بالنادي عبر تأدية عدة مهام، كان من أولها اكتشاف اللاعبين، وبعد ذلك أصبح عضوا في المجلس الإداري لفلورينتينو بيريز، فيما اختتم نشاطاته بتنظيم الاحتفالات المئوية للنادي، ثم أصبح الرئيس الشرفي للنادي حتى وفاته.

## وصلات خارجية
- أمانسيو أمارو على موقع الاتحاد الدولي (مؤرشف)  (الإنجليزية)
- أمانسيو أمارو على موقع الاتحاد الأوربي (الإنجليزية)
- أمانسيو أمارو على موقع قاعدة بيانات كرة القدم.إي يو (الإنجليزية)
- أمانسيو أمارو على موقع ناشيونال فوتبول تيمز (الإنجليزية)
- أمانسيو أمارو على موقع عالم كرة القدم.نت (الإنجليزية)